# Molho picante

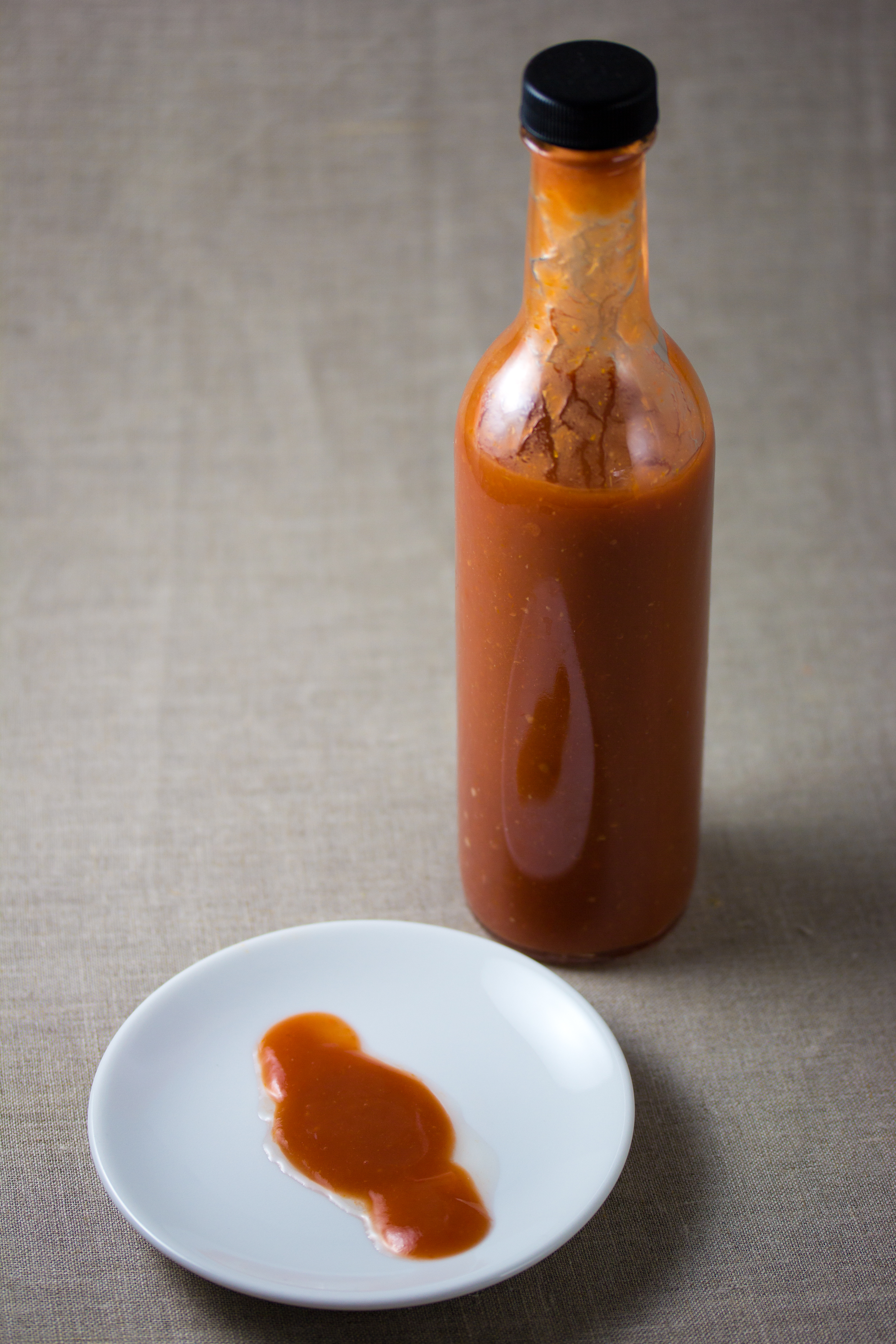
Um molho picante fermentado.

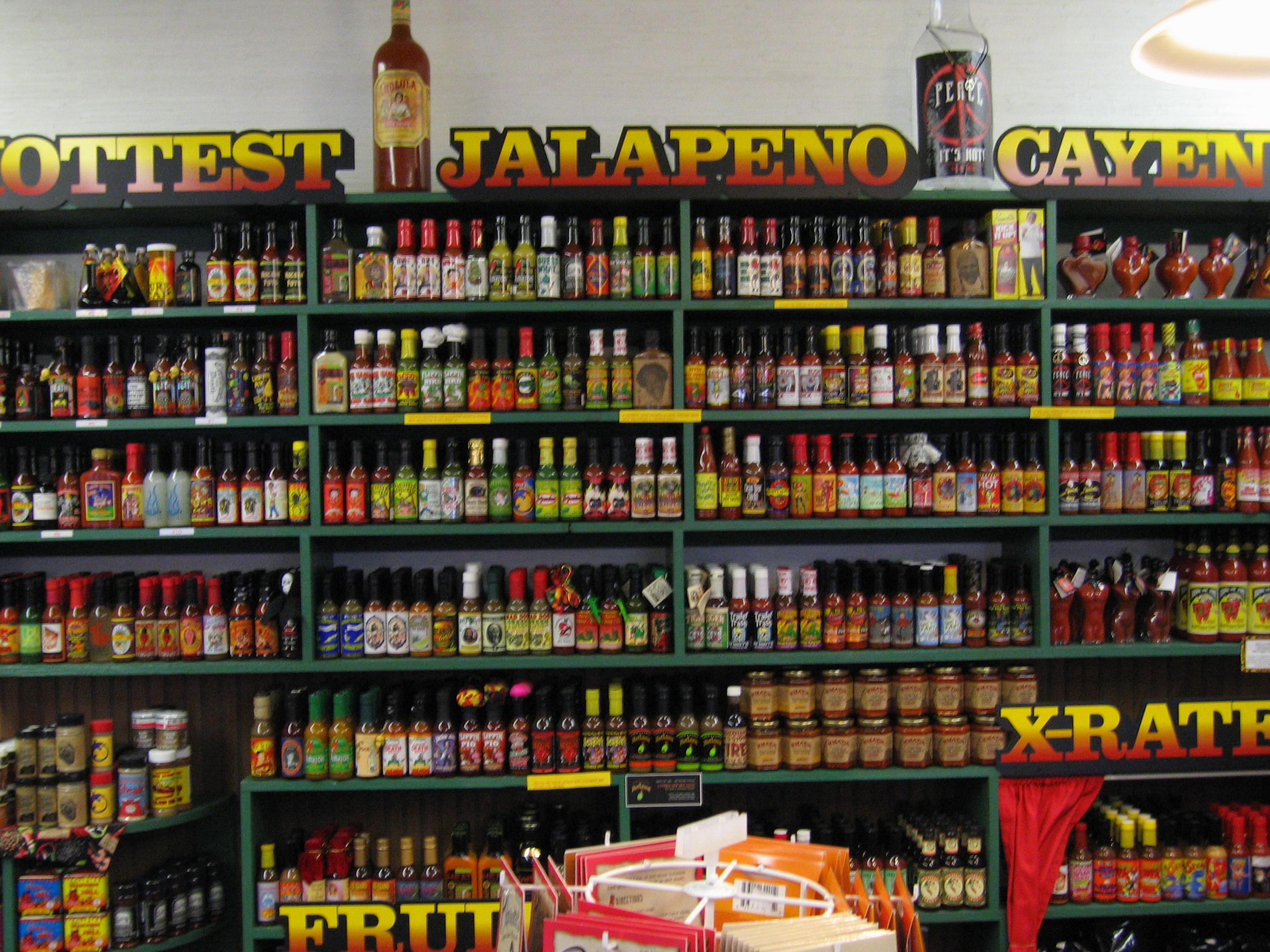
Molhos picantes possuem muitas variantes

O molho picante é um tipo de condimento ou molho feito a partir de pimenta e outros ingredientes. Existem muitas variedades comerciais de molho picante produzido em massa.

## História
Os seres humanos utilizam de pimentas e outros condimentos picantes há milhares de anos. Os habitantes do México, da América Central e da América do Sul comem pimenta há mais de 6.000 anos. Após décadas de interação com Espanha e Portugal no século XVI, a planta do Novo Mundo foi disseminada pela Europa e depois para África e Ásia, onde foi alterada através de reprodução seletiva. Um dos primeiros molhos picantes engarrafados que foram vendidos nos Estados Unidos apareceu em 1807, em Massachusetts. Porém, poucas das primeiras marcas de molhos sobreviveram até hoje. O molho Tabasco é a primeira marca reconhecível na indústria de molhos picantes dos Estados Unidos, surgindo em 1868. Em 2010, foi o 13º tempero mais vendido nos Estados Unidos, precedido pelo Frank's RedHot em 12º lugar, que foi o molho usado pela primeira vez para criar buffalo wings (asas de frango fritas mergulhadas em molho picante).

## Ingredientes
Existem muitas receitas de molhos picantes, mas o ingrediente mais encontrado é alguma variedade de pimenta malagueta. Muitos molhos são feitos usando pimenta como base e podem ser tão simples quanto adicionar sal e vinagre. Outros molhos usam algum tipo de fruta ou vegetal como base e acrescentam pimenta para adicionar a picância. No processo de fabricação, muitos processos diferentes são utilizados, desde o envelhecimento em recipientes para fazer purê e cozimento dos ingredientes para obter o sabor desejado. Devido a suas classificações na escala de Scoville, pimentas mais picantes como a Bhut Jolokia, a Scotch Bonnet ou o Pimento Lampião, são usadas para fazer alguns molhos mais picantes. Outros ingredientes também podem ser usados para adicionar mais calor, como extrato puro de capsaicina ou óleo de mostarda. Outros ingredientes comuns do molho incluem vinagre e especiarias, sendo o vinagre usado principalmente como conservante natural, mas vinagres aromatizados podem ser usados para alterar o sabor.

## Estilos

### Nas Américas

#### Belize
Os molhos em Belize geralmente são extremamente picantes e usam habaneros, cenouras e cebolas como ingredientes principais. Uma marca de molho popular no país é a Marie Sharp's, produzida em Stann Creek.

#### Bermudas
Nas Bermudas, o molho é feito à base de vinho xerez espanhol e pimenta. O maior produtor do país é a Outerbridge Peppers.

#### Caribe
Os molhos de pimenta são bastente presentes na culinária caribenha. São preparados com pimenta malagueta e vinagre, com adição de frutas e vegetais para dar um sabor extra. As pimentas mais comuns utilizadas são a habanero e a Scotch Bonnet, sendo esta última a mais comum na Jamaica. Ambas são pimentas muito picantes, que dão origem a molhos fortes. Ao longo dos anos, cada ilha desenvolveu as suas próprias receitas distintas e os molhos caseiros são comuns.[carece de fontes?]

##### Trindad e Tobago
A Trinidad Moruga Scorpion é considerada uma das pimentas mais populares, picantes e frutadas, e é cultivada e hibridizada principalmente nos Estados Unidos, Reino Unido e Austrália.

##### Barbados
Lá se encontra o Molho de pimenta Bajan, feito à base de mostarda e pimenta escocesa.

##### Haiti
O molho Ti-Malice é o mais popular, normalmente feito com habanero, cebolinha, suco de limão, alho e às vezes tomate.

##### Porto Rico

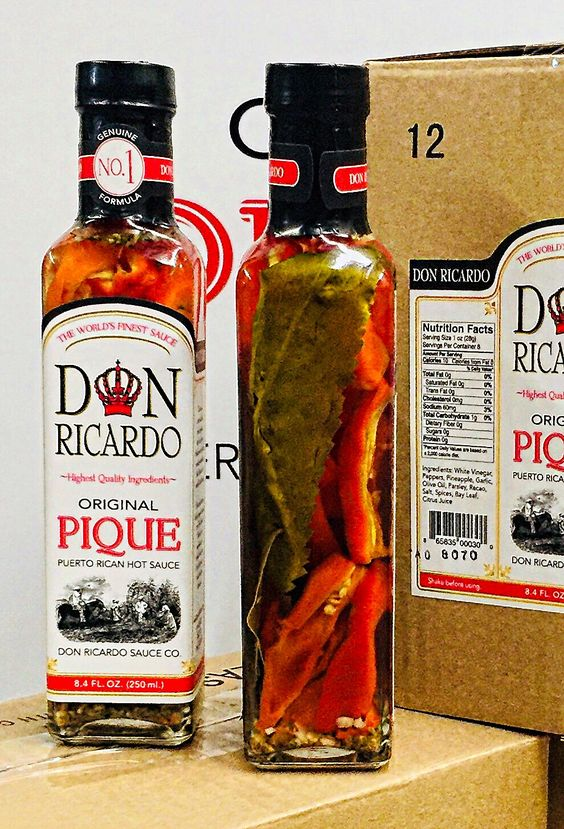
Molho de piquê

Sofrito: pequenos piquins ("pimentas") com sementes de urucum, folhas de coentro, cebola, alho e tomate. O molho Piquê é um molho porto-riquenho feito mergulhando a pimenta no vinagre. O molho Don Ricardo Original Pique, feito com abacaxi, é bastante conhecido no país. Don Ricardo é originário de Utuado, um município localizado na região montanhosa central da ilha, mais conhecida como La Cordillera Central.

##### Jamaica
As Scotch Bonnet são as pimentas mais populares usadas na Jamaica. O molho Pickapeppa é um molho jamaicano.

#### Chile
O molho mais conhecido é o da marca Diaguitas, feito de pimenta chilena vermelha (muito picante) ou amarela (picante) misturada somente com água e sal. Outros molhos picantes são feitos de pimenta puta madre, cacho de cabra, rocoto, oro e cristal, junto a vários ingredientes. Dentre os molhos mais suaves, se incluem alguns com um "estilo cremoso" (como ají crema ), ou um molho estilo pebre, de muitos produtores locais, variando em sabor e qualidade.
A culinária mexicana utiliza mais a pimenta picada, mas quando utilizam molhos, eles normalmente se concentram mais no sabor do que na picância. Pimentas chipotle bastante comuns no molho picante mexicano. O vinagre nunca ou raramente é usado em molhos mexicanos, mas alguns estilos específicos possuem alto teor de vinagre, semelhante aos molhos ao estilo da Louisiana. Alguns podem incluir sementes de urucm para colorir ou dar um leve sabor. O processo de adobo (marinada) já foi usado antigamente como conservante, mas agora é mais usado para realçar o sabor da pimenta e eles dependem mais do uso de vinagre. Os molhos ao estilo mexicano são mais produzidos no México, porém também são produzidos internacionalmente. O termo em espanhol para molho é salsa, e nos países anglófonos, geralmente é utilizado para se referir aos molhos picantes, feitos à base de tomate, típicos da culinária mexicana, especialmente aqueles usados como molhos. Existem muitos tipos de salsa que geralmente variam em toda a América Latina.
Algumas das empresas que produzem molho picante ao estilo mexicano são:
- Búfalo: Um molho mexicano popular;
- Cholula: Conhecido por sua icônica tampa redonda de madeira;
- Valentina: Um molho tradicional mexicano;

#### Panamá
O molho picante panamenho geralmente é feito com a "Aji Chombo",  Scotch Bonnet. A Picante Chombo D'Elidas é uma marca popular no país, com três molhos principais. O molho amarelo, feito com habanero e mostarda, é o mais marcante. Também são produzidas variedades vermelhas e verdes, que possuem maior teor de vinagre e não contém mostarda. Embora a culinária panamenha não tenha uma grande variedade de temperos, o D'Elidas é visto como um autêntico molho picante panamenho, geralmente servido com arroz com frango ou sopas.

#### Estados Unidos
Nos Estados Unidos, os molhos de pimenta produzidos comercialmente são qualificados com graus de acordo com sua qualidade. Essas notas incluem US Grade A (ou US Fancy), US Grade C (ou US Standard) e Substandard. A classificação alimentar para molhos de pimenta nos EUA inclui critérios como coloração, consistência, caráter, ausência de defeitos e sabor.

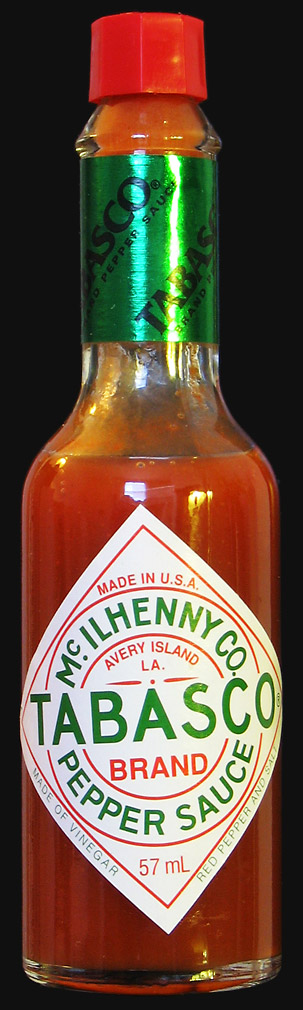
Molho de pimentaTabasco original

Geralmente, os tipos de pimentas mais utilizados são pimenta caiena, chipotle, habanero e jalapenho. Alguns molhos picantes, mais especificamente o molho Tabasco, são envelhecidos em tonéis de madeira, de maneira semelhante à preparação do vinho e do vinagre fermentado. Outros ingredientes, incluindo frutas e vegetais como framboesa, manga, cenoura e abóbora, podem ser utilizados para trazer sabor, suavizar a picância das pimentas e engrossar a consistência do molho. Os molhos artesanais são fabricados por pequenos produtores de marcas próprias nos Estados Unidos. Estes são produzidos em escalas menores e em diversos sabores. Muitos molhos possuem um tema específico para chamar a atenção do consumidor. Um molho de pimenta muito suave é produzido por alguns fabricantes como a Heinz é frequentemente encontrado em livros de receitas nos EUA. Este estilo de molho de pimenta é baseado em tomate, pimentão verde e/ou vermelho e especiarias, e contém pouca pimenta malagueta. O molho é mais semelhante a um ketchup de tomate e molho de coquetel do que molhos feitos majoritariamente à base de pimenta.
Um tipo de molho sriracha fabricado na Califórnia pela Huy Fong Foods vem se tornando cada vez mais popular nos Estados Unidos na contemporaneidade.

##### Estilo Louisiana
O molho ao estilo da Louisiana contém pimenta vermelha (os mais populares são tabasco e/ou pimenta caiena), vinagre e sal. Também pode ser encontrados goma xantana ou outros espessantes.
- Molho picante da Louisiana (450 SHU): Introduzido em 1928, é feito à base de pimenta caiena e produzido pela Southeastern Mills em New Iberia, Louisiana.[13]
- Crystal Hot Sauce (4.000 SHU): é uma marca de molho ao estilo Louisiana produzido pela família Baumer Foods desde 1923.[13]
- Molho Tabasco (2.500 SHU): A marca mais antiga reconhecida na indústria de molhos picantes, aparecendo desde 1868.[13]
- Frank's Red Hot (450 SHU): Afirma ser o ingrediente principal do primeiro molho de buffalo wing.[13]
- Texas Pete (750 SHU): Fabricado pela TW Garner Food desde 1929 em Winston-Salem, Carolina do Norte.[13]
- A Trappey's Hot Sauce Company foi fundada em 1898.
- Chili pepper water: usado principalmente no Havaí, é considerado ideal para cozinhar. É feito de pimenta chili, alho, sal e água. Podendo ser feito em casa, o produto final deve ser selado cuidadosamente para evitar que vaze.[14]

##### Novo México
Os molhos do Novo México se diferenciam pela ausência de vinagre. Quase todos os pratos tradicionais do estado são servidos junto com molho de pimenta vermelha ou verde. As cidades de Hatch, Chimayo, a área de Albuquerque, entre outras, são bem conhecidas por suas pimentas. O molho é frequentemente adicionado a carnes, ovos, vegetais, pães, e alguns pratos são praticamente molho de pimenta com uma modesta adição de carne de porco, de boi ou feijão.
- Pimenta verde: preparado a partir de qualquer pimenta verde torrada, é uma variedade comum. Se remove as cascas e a pimenta é cortada em cubos. As cebolas são fritas em banha ou manteiga e prepara-se um roux (espécie de espessante). Caldo e pimenta são adicionados ao roux e engrossados. Sua consistência é semelhante à do molho e é utilizado como tal. Também é usado como salsa.
- Pimenta vermelha: Um roux é feito de banha e farinha. As vagens secas de pimenta vermelha nativa são adicionadas. Adiciona-se água e o molho fica mais espesso.

### Outros

#### Austrália
A presença de mais variedades de molhos picantes é um evento recente na maior parte do sul da Austrália (com poucas além da principal variedade de pimenta Tabasco e molhos grossos e médios oriundos da Indochina amplamente disponíveis no século passado), embora atualmente ser possível encontrar versões muito fiéis dos molhos habanero e Trinidad Scorpion produzidos localmente.

#### Reino Unido
Duas das pimentas mais quentes do mundo, a Naga Viper e a Infinity chili, foram desenvolvidas no Reino Unido e constam entre os molhos naturais considerados mais picantes (sem adição de extrato de pimenta) disponíveis no mundo.O Naga Viper e o Infinity foram considerados as duas pimentas mais quentes do mundo até que o Naga Viper foi superado pelo Trinidad Moruga Scorpion no final de 2011.

## Picância

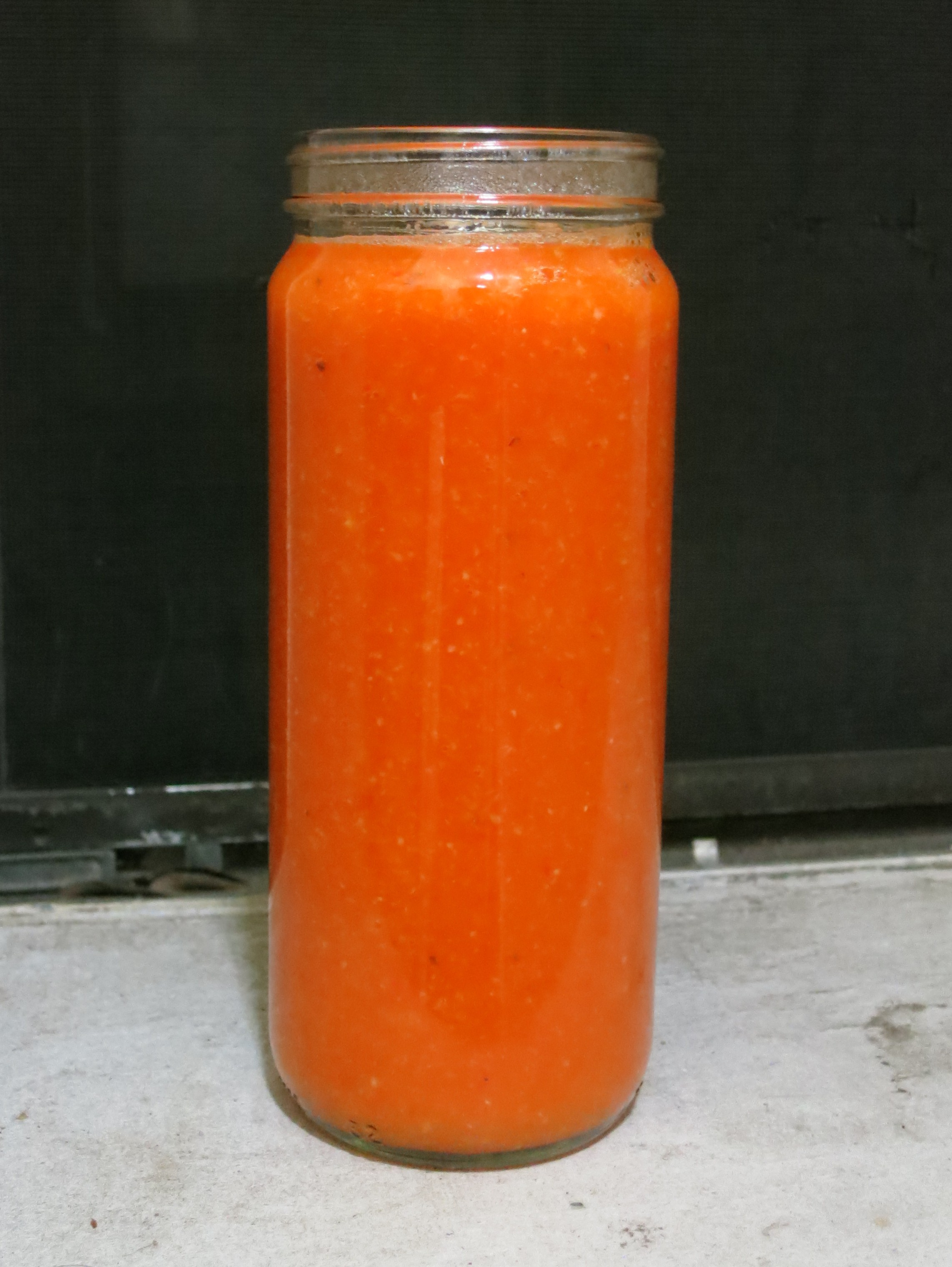
Habanero, pimentão e molho picante de alho

A picância, calor, ou sensação de queimação sentida ao consumir um condimento picante é causado pela capsaicina e capsaicinóides relacionados. A sensação de queimação é causada pela ativação da capsaicina do calor TRPV1 e do canal iônico controlado por ligante nosneurônios periféricos. O mecanismo de ação é então uma interação química com o sistema neurológico. Embora a sensação de “queimação” não corresponda a um estímulo real, o uso constante de molhos ou temperos picantes pode prejudicar os neurônios periféricos sensíveis a picância. Isso explica por que os consumidores mais frequentes de especiarias se tornam menos sensíveis tanto às especiarias quanto a picância.
Alimentos com capsaicina, como molhos picantes, podem ter efeitos diferentes em cada indivíduo. Pessoas com problemas estomacais podem apresentar sensações piores além de uma simples “queimação”. Pessoas com síndrome do cólon irritável (SII) podem sentir gases, diarreia ou dores de estômago após ingerir alimentos picantes.
O calor percebido na ingestão de um molho picante pode ser medido pela escala de Scoville. O número medido pela escala indica quantas vezes algo deve ser diluído em um volume igual de água até que as pessoas não sintam mais nenhuma sensação de ardência. O molho mais picante possível é o que atinge 16 milhões de unidades Scoville, que é a capsaicina pura. Um exemplo de molho que atinge essa quantidade de picância é o Blair's 16 Million Reserve, comercializado pela Blair's Sauces and Snacks. Em comparação, o molho Tabasco é avaliado entre 2.500 e 5.000 unidades Scoville (podendo ter variância). Sendo um dos molhos mais suaves comercializados, o Molho de Especiarias da Cackalacky Classic Sauce Company, apresenta um valor de apenas 1.000 unidades Scoville.

### Classificação
Uma maneira de consultar a picância de um molho é consultar a lista de ingredientes. Os molhos tendem a variar a quantidade de picância conforme o tipo de pimenta usada e, quanto mais abaixo na lista, menor a quantidade de pimenta.
- Caiena - Os molhos feitos de pimenta caiena, incluindo a maioria dos ao estilo Louisiana, geralmente são mais picantes que o Jalapenho, porém mais suaves que outros molhos.
- Chili de árbol - pimenta mexicana fina e potente, também conhecida como pimenta bico-de-pássaro e pimenta cauda-de-rato. Seu índice de picância costumava ser entre 15.000 e 30.000 unidades Scoville, porém atualmente pode atingir mais de 100.000. Essa pimenta pode ser substituída pela pela pimenta caiena.
- Habanero - por muito tempo, seus molhos foram conhecidos como os molhos de pimenta naturais mais quentes, mas hoje em dia espécies como Bhut Jolokia, Naga Jolokia ou Trinidad Scorpion Moruga são cinco ou dez vezes mais quentes.
- Jalapenho - inclui pimenta jalapenho verde e vermelha e chipotle (amadurecido e defumado). A versão verde e o chipotle são geralmente os molhos mais suaves disponíveis, enquanto o jalapenho vermelho é geralmente mais picante.
- Naga Bhut Jolokia - também conhecida como Bhut Jolokia, pimenta fantasma, pimenta chili fantasma, pimenta naga vermelha e chili fantasma.[18] Em 2007, o Guinness World Records certificou que a Bhut Jolokia era a pimenta mais quente do mundo, sendo 400 vezes mais picante que o molho Tabasco. Entretanto, foi superada pela Trinidad Moruga Scorpion em 2011.
- Piri-piri - naturalizada na África do Sul, também é conhecida como pimenta olho-de-pássaro-africano, pimenta Peri-Peri ou pimenta Pili-Pil. Seu tamanho varia de 0,5 a 1 polegada de comprimento possui a ponta afunilada. O pacote pequeno tem um impacto poderoso, com classificação de 175.000 na escala Scoville, próximo a Habanero, mas o Peri Peri é menor e tem um sabor bem diferente. É comumente usada em molhos combinada com outras especiarias e temperos, porque tem um sabor cítrico-herbal muito leve e fresco que combina bem com os sabores da maioria dos outros ingredientes.[19]
- Scotch Bonnet - Variante bem popular no Caribe. Frequentemente encontrado em molhos picantes jamaicanos.
- Pimentas Tabasco - Os molhos feitos com essa pimenta são geralmente mais picantes do que os feitos de pimenta caiena. Junto com o Tabasco, vários molhos são feitos com a pimenta tabasco.
- Trinidad Moruga Scorpion - possui o tamanho de uma bola de golfe e tem um sabor delicado de fruta. De acordo com o Instituto Chili da Universidade Estadual do Novo México, a Scorpion chega a 2.009.231 SHU na escala de Scoville.
- Carolina Reaper - uma pimenta super picante que foi descrita como uma doçura torrada que proporciona um nível de picância instantâneo. Desenvolvido pelo fundador do Puckerbutt, Ed Currie, em Rock Hill, Carolina do Sul, a Carolina Reaper tem em média mais de 1,6 milhão de SHU e foi premiada pelo Guiness em agosto de 2017.[20]
- Extrato de capsaicina – Os molhos mais picantes são feitos com extrato de capsaicina, variando de misturas de molho de pimenta extremamente picantes a extratos puros de capsaicina. Esses molhos são extremamente picantes e devem ser considerados com cautela por quem não é acostumado com alimentos picantes. Muitos são ardentes demais para consumir mais do que uma ou duas gotas de comida em uma panela. Esses molhos inovadores normalmente são vendidos apenas por varejistas especializados e geralmente são mais caros.
- Outros ingredientes – outros ingredientes podem ser adicionados para mudar os níveis de picância, como o óleo de mostarda e o wasabi. Geralmente, a adição de mais ingredientes em um molho diluem o efeito das pimentas, resultando em um sabor mais suave. Muitos molhos contêm tomate, cenoura, cebola, alho ou outros vegetais e temperos. Vinagre ou suco de limão[21] também são ingredientes comuns em muitos molhos picantes porque sua acidez ajuda a evitar a oxidação do molho, agindo assim como conservante.

## Remediação a picância
Os capsaicinoides são os elementos químicos responsáveis pela picância da pimenta malagueta. Por serem solúveis na gordura, a água não é uma ajuda no combate a sensação de queimação. A maneira mais efetiva de combater essa sensação é pela ingestão de laticínios, como leite e iogurte. Uma proteína chamada caseína presente em produtos lácteos se liga à capsaicina e faz a capsaicina menos disponível para “queimar” a boca, e a gordura do leite ajuda a mantê-la em suspensão. O arroz também é útil para amenizar o impacto, principalmente quando acompanha a comida picante. Esses alimentos são normalmente incluídos na culinária de culturas especialistas no uso de pimenta. A estimulação mecânica da boca pela mastigação dos alimentos também mascarará parcialmente a sensação de dor.

## Vee também
- Sambal, molho normalmente feito de uma variedade de pimenta.
- Escala de Scoville